# Rakesh Roshan
Rakesh Roshan est un réalisateur, acteur et producteur indien de Bollywood né le 6 septembre 1949 à Bombay. Il est aussi le père de Hrithik Roshan, le frère de Rajesh Roshan et le fils du compositeur Roshan.

## Filmographie

### Producteur et réalisateur
- Khudgarz (1987)
- Khoon Bhari Maang (1988)
- Kala Bazaar (1989)
- Kishen Kanhaiya(1990)
- Khel (1992)
- King Uncle (1993)
- Karan Arjun (1995)
- Koyla (1997)
- Karobaar (2000)
- Kaho Naa... Pyaar Hai (2000)
- Koi... Mil Gaya (2003)
- Krrish (2006)
- Krazzy 4 (2008),
- Krrish 3 (2013)

### Acteur
- Seema (1971)
- Paraya Dhan (1971) .... Shankar
- Aankhon Aankhon Mein (1972) .... Rakesh Rai
- Zakhmee (1975) .... Amar
- Khel Khel Mein (1975) .... Vikram
- Aakraman (1975) ... Lieutanent Sunil Mehra
- Ginny Aur Johnny (1976) .... Johny
- Khatta Meetha (1978) .... Firoz Sethna
- Aahuti (1978) ... Bharat Prasad
- Khubsoorat (1980) .... Inder Gupta
- Pyaara Dushman (1980)
- Aap Ke Deewane (1980) .... Rahim
- Shriman Shrimati (1982) ... Rajesh
- Jeevan Dhaara (1982) ... Kanwal Singh
- Hamari Bahu Alka (1982) ... Pratab Chand
- Kaamchor (1982) ... Suraj
- Aakhir Kyon (1985)
- Mahaguru (1985)
- Bhagwan Dada (1986) .... Swaroop
- Khoon Bhari Maang (1988) .... Vikram Saxena
- Akele Hum Akele Tum (1995) .... Paresh Kapoor
- Aurat Aurat Aurat (1996) .... Rakesh 'Guddu'
- Mother (1999) .... Amar Khanna
- Koi... Mil Gaya (2003) .... Sanjay Mehra
- Om Shanti Om (2007) .... Lui-même

## Récompenses
- 2004 : Prix Star Screen de la mise en scène, pour Koi... Mil Gaya